# Club Empel
Club Empel és un local ultra d'extrema dreta a Barcelona successor del Casal Tramuntana. Creat el mes de març de 2019, però inaugurat per Sant Jordi d'aquell any pels dirigents de Somatemps, Josep Alsina, i Javier Baraycoa que varen aprofitar la jornada per signar diferents llibres seus. Casal Tramuntana pretenia orientar-se a un públic més jove i volia imitar l'experiència de la Casa Pound italiana, i, en canvi, Club Empel seria orientat cap a un perfil més acadèmic intel·lectual més vinculat a Somatemps, Vox i el sector fundacional de Societat Civil Catalana, a més de la Cátedra Eugeni Dors de Pensamiento Hispánico. En la fundació estarien implicats a més de Barraycoa, Mauricio Royuela Samit, fill del subhaster Alberto Royuela que donà suport en el seu moment a Josep Anglada en la creació de Plataforma per Catalunya. El nom del local provindria del miracle que es diu que va succeir a la batalla d'Empel els dies 7 i 8 de desembre de 1585 durant la Guerra dels Vuitanta Anys.
El 12 de gener de 2020, diversos col·lectius polítics i veïnals de Sarrià-Sant Gervasi, anunciaren el naixement d'una plataforma anomenada Tanquem l'Empel, argumentant que en el local de l'associació s'hi reunien intel·lectuals ultradretans i membres de grups neonazis i simpatitzants feixistes, els quals blanquejaven els discursos d'odi, el racisme, el masclisme, la LGTB-fòbia, la xenofòbia, etcètera. La plataforma estava representada per col·lectius com Arran, espais veïnals com la Casa Buenos Aires i entitats diverses com Òmnium Cultural, Jovent Republicà o la CUP, i també els CDR, Associacions de Veïns, entre d'altres. Una de les impulsores de la plataforma fou Marina Garcia com a portaveu d’Unitat Contra el Feixisme i el Racisme (UCFR).
El local del Club Empel també seria fins a l'abril de 2018 el domicili social de l'empresa Iniciativas Roycoa SL, constituida el gener de 2017 per Mauricio Royuela Samit, en la qual s'inscriuria el 31 de gener del 2017 com a apoderat solidari de la societat Javier Barraycoa, president de l’entitat espanyolista Somatemps. El nom de l’empresa està constituït per les tres primeres lletres del cognom de Mauricio Royuela i les tres últimes del de Barraycoa. El 20 de maig de 2019, Carolina Ruíz Martínez fou nomenada apoderada solidària de la societat.
Diverses figures històriques de l'extrema dreta han visitat el local com membres de Brigadas Blanquiazules o Hammerskin, membres de la banda de rock neonazi Jolly Rogers, així com també el candidat de Vox al Senat per Barcelona Juan Carlos Segura per presentar el seu llibre “Hispanos y españoles en la Guerra de Secesión Americana” militant del Frente Nacional de Juventud, una escissió de Fuerza Nueva, i el diputat per Barcelona de Vox pel Congrés Ignacio Garriga. La formació ultradretana Vox inaugurà l'1 de febrer al mateix carrer que Club Empel la seva nova seu catalana, a pocs metres de distància metres. També hi ha assistit el mossèn Custodio Ballester, conegut per la seva relació amb la Hermandad de Antiguos Caballeros Legionarios i per organitzar misses en honor als voluntaris espanyols División Azul que van combatre l’URSS integrats a l’exèrcit nazi, a més de ser un dels membres més actius del blog ultracatòlic Germinans Germinabit. El reporter d’OK Diario Cake Minuesa va presentar el seu llibre al Club Empel acompanyat de l’exlíder del PP català i candidat del partit a Badalona Xavier García Albiol que va ser un dels ponents de la jornada, i en aquell acte hi era present també el presentador del programa de televisió Hermano Mayor i habitual dels cercles espanyolistes Pedro García Aguado i l’activista ultracatòlic i membre actiu dels inicis de Tabarnia Jaume Vives Vives, a més de ser-hi present Ignacio Garriga, de Vox, o l'exlíder de la Hermandad de Antiguos Caballeros Legionarios de Sant Andreu de Palomar Jesús Cañadas que ara lidera el grupuscle Legión Urbana. També s'ha pogut veure al local Ramón de Veciana, candidat d’UPyD a la Generalitat de Catalunya, al costat de l'advocada Vanessa González.